# Bolandia
Bolandia G. Cron – rodzaj roślin z rodziny astrowatych (Asteraceae). Obejmuje 2 gatunki występujące w południowej Afryce.

## Systematyka
Pozycja według APweb (aktualizowany system APG III z 2009)
Przedstawiciel rodziny astrowatych (Asteraceae) należącej do rzędu astrowców reprezentującego dwuliścienne właściwe. W obrębie rodziny reprezentuje plemię Senecioneae z podrodziny Asteroideae.
Wykaz gatunków
- Bolandia argillacea (Cron) Cron
- Bolandia pedunculosa (DC.) Cron